# Сея
Се́я (порт. Seia; ['sɐiɐ]) — город в Португалии, центр одноимённого муниципалитета в составе округа Гуарда. Находится в составе крупной городской агломерации Большое Визеу. По старому административному делению входил в провинцию Бейра-Алта. Входит в экономико-статистический субрегион Серра-да-Эштрела, который входит в Центральный регион. Численность населения — 5,7 тыс. жителей (город), 28,1 тыс. жителей (муниципалитет) на 2001 год. Занимает площадь 435,92 км².

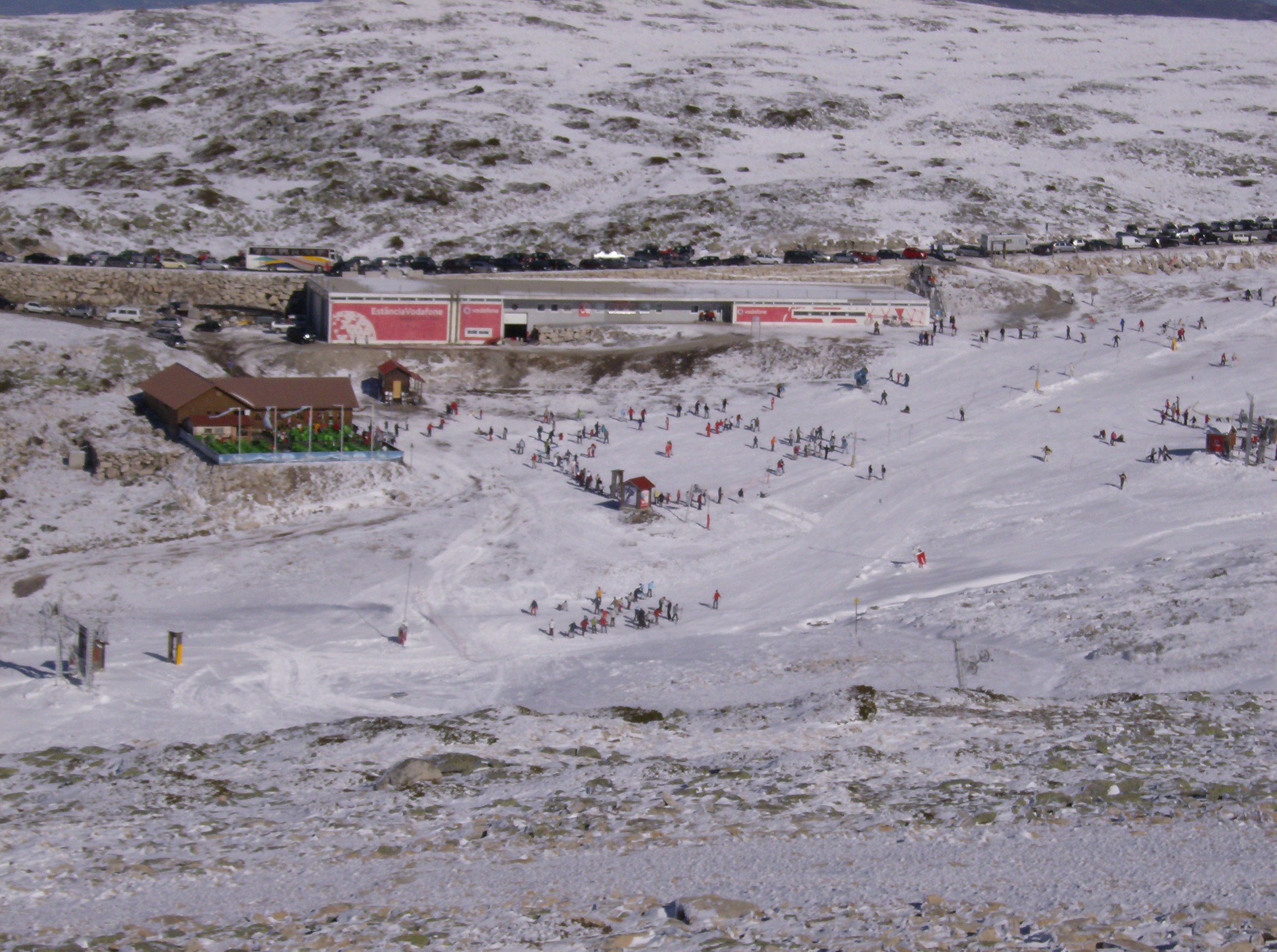

Праздник города — 3 июля.

## Расположение
Город расположен в 41 км на юго-запад от адм. центра округа города Гуарда.
Муниципалитет граничит:
- на севере — муниципалитет Нелаш, Мангуалди
- на северо-востоке — муниципалитет Говея
- на востоке — муниципалитет Мантейгаш
- на юго-востоке — муниципалитет Ковильян
- на юго-западе — муниципалитет Арганил
- на западе — муниципалитет Оливейра-ду-Ошпитал

## История
Город основан в 1136 году.

## Население
| Численность населения муниципалитета по годам | Численность населения муниципалитета по годам | Численность населения муниципалитета по годам | Численность населения муниципалитета по годам | Численность населения муниципалитета по годам | Численность населения муниципалитета по годам | Численность населения муниципалитета по годам | Численность населения муниципалитета по годам | Численность населения муниципалитета по годам |
| --------------------------------------------- | --------------------------------------------- | --------------------------------------------- | --------------------------------------------- | --------------------------------------------- | --------------------------------------------- | --------------------------------------------- | --------------------------------------------- | --------------------------------------------- |
| 1801                                          | 1849                                          | 1900                                          | 1930                                          | 1960                                          | 1981                                          | 1991                                          | 2001                                          | 2004                                          |
| 9993                                          | 14 557                                        | 31 929                                        | 31 283                                        | 34 436                                        | 31 352                                        | 30 362                                        | 28 144                                        | 27 574                                        |

## Состав муниципалитета
В муниципалитет входят следующие районы:

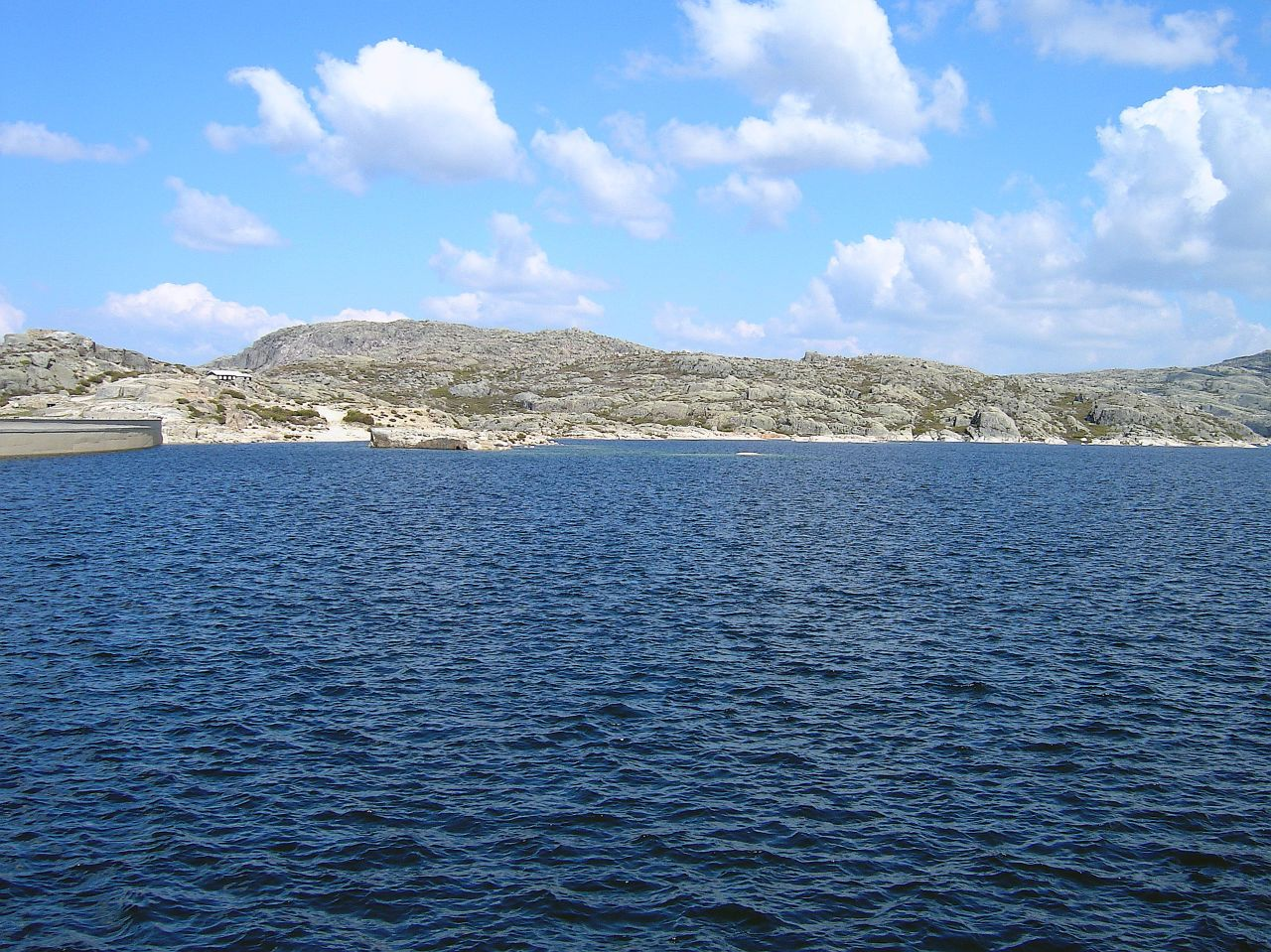

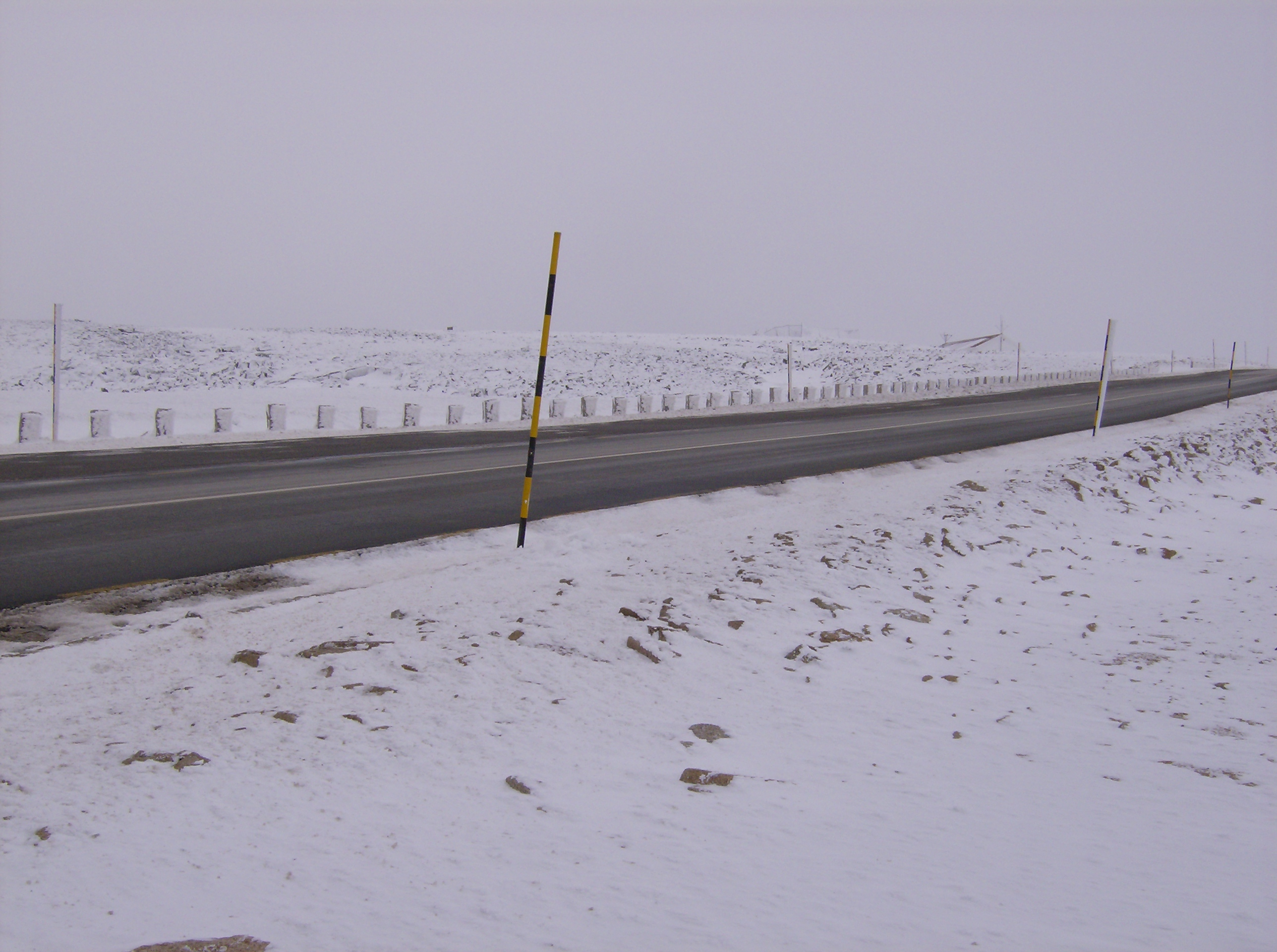

1. Алвоку-да-Серра
2. Кабеса
3. Каррагозела
4. Фольядоза
5. Жирабольюш
6. Лажиш
7. Лапа-душ-Диньейруш
8. Лорига
9. Параньюш-да-Бейра
10. Пиньянсуш
11. Сабугейру
12. Самейсе
13. Сандомил
14. Санта-Комба
15. Санта-Эулалия
16. Санта-Маринья
17. Сантиагу
18. Сазеш-да-Бейра
19. Сея
20. Сан-Мартинью
21. Сан-Роман
22. Тейшейра
23. Торрозелу
24. Торайш
25. Травансинья
26. Валезин
27. Види
28. Вила-Кова-а-Коэльейра
29. Варзеа-де-Меруже